# ناحیه دیکلب، شهرستان دیکلب، ایلینوی
ناحیه دیکلب (به انگلیسی: DeKalb Township) یک منطقهٔ مسکونی در ایالات متحده آمریکا است که در شهرستان دیکلب واقع شده‌است. ناحیه دیکلب ۲۶۴ متر بالاتر از سطح دریا واقع شده‌است.